# 藤原秀旺
藤原 秀旺（ふじわら しゅうおう、1976年11月3日 - ）は、日本のプロレスラー。

## 来歴
2005年2月25日、北都プロレス岩手・大迫町コミュニティーセンター大会における対YUJI KITO戦にてデビュー。
2009年に北都プロレスを退団し、フリーを経て2014年よりプロレスリングアライヴ＆メジャーズに所属。
以後はプロレスリングアライヴの他、頑固プロレス、プロレスリングGOING-UP、北都プロレスなどに参戦している。
独特の世界観や言動が注目を集め、サムライTV「インディーのお仕事 2018年日本インディー大賞」のニューカマー賞を受賞した。

## 得意技
- 100%メロ～ンジュース（ハイアングル・パワーボム）
- お願い魅惑のターゲット（垂直落下式ブレーンバスター）
- フルーティーキラーチューン（スプラッシュ・マウンテン）
- This is 運命（超高度バックドロップ）
- チャンス of LOVE(フライング・ニールキック）
- メロンティー（スパイビー・スパイク）
- ロマンティックを突き抜けろ！（バックドロップ・ボム）

## タイトル歴
- CCWカナディアンヘビー級王座
- NWAミズーリ・ヘビー級王座
- TTT認定インディー統一無差別級王座
- TTT認定インディー統一タッグ王座
- TTT認定インディー統一6人タッグ王座
- GWC認定6人タッグ王座

## 人物
アイドルグループ「メロン記念日」の熱狂的ファン。上記得意技の名前も当グループの曲名などから取っている。